# 綠區 (埼玉市)
綠區（日语：／ Midori ku */?）是埼玉縣埼玉市的10個行政區之一。位于埼玉市東南部。

## 地理

### 位置
綠區位於埼玉縣埼玉市東南部。
埼玉市升格政令指定都市時，舊浦和市分為4區，西部為櫻區、包含中心商業區的中央部北側為浦和區、中央部南側為南區、東部為綠區。綠區相當於尾間木地區、三室地區、美園地區與谷田地區東北部。

### 地形
地處關東平原的綠區，最低點海拔2.4公尺（大字大牧），最高點標高19.8公尺（大字大門）。
緑區周邊有綾瀨川與芝川、加田屋川等中小河川形成的谷底平原，這些河川將大宮台地（北足立台地）切成多個支台。綠區西半是浦和大宮支台的東端，其東側的區中央地帶是芝川形成的芝川低地（見沼），東側是鳩谷支台。區東北方的綾瀨川是岩槻區區界。
中央地帶是以見沼田圃為中心的綠地，有芝川與綾瀨川、見沼代用水、天久保用水等水路。見沼田圃是江戶時代為開發新田與防範水災而围垦見沼溜井所形成的土地。武藏野線通過本區南部，東部則有南北向的東北自動車道、國道122號通過。

### 人口組成
綠區目前有五萬戶家庭，人口約12萬人。加上可容納三萬人的都市計畫美園Wing City，2021年左右將可達14萬人。2013年（平成25年）年收入1000萬日圓以上的家庭比率為12.05%，在埼玉縣內市區町村中僅次於浦和區。這是由於本區鄰接第一名的浦和區，以及浦和美園站周邊吸引許多白領階級居住所致。

## 歷史
現在的大門地區在古時是日光御成街道宿場之一的大門宿。
舊浦和市時代，見沼田圃以西的台地已展開區劃整理。昭和時代起，東浦和站周邊與三室地區急速發展成住宅區（市内の区画整理位置図 （页面存档备份，存于））。現在中尾等地仍在進行開發。
作為市東部副都心的浦和美園站周邊自2001年起開始進行美園Wing City的區劃整理事業，計畫人口31,200人，是市內最大規模的開發計畫。
本區成立時，區名「綠區」在公投中排名第五。第一與第三的「浦和東區」、「東浦和區」因來自舊市名不被考慮，第二的「美園區」是源自以前的美園村，但本區不完全繼承自美園村而排除，4位的「東區」則是因為當時希望與岩槻市合併而去除，因此選擇「綠區」作為區名。

### 年表
- 1697年（元祿10年） - 大門宿為日光御成街道宿驛。
- 1889年（明治22年） - 谷田村（日语：谷田村）、尾間木村（日语：尾間木村）、三室村（日语：三室村）、野田村（日语：野田村 (埼玉県)）、大門村（日语：大門村 (埼玉県)）誕生。
- 1928年（昭和3年）12月 - 武州鐵道（日语：武州鉄道）武州大門站－岩槻站通車。
- 1932年（昭和7年） 4月1日 - 谷田村併入浦和町。翌年實施市制。
- 1940年（昭和15年）4月17日 - 尾間木村、三室村併入浦和市。
- 1956年（昭和31年） 4月1日 - 戶塚村（日语：戸塚村）、大門村、野田村合併成立美園村。
- 1962年（昭和37年）5月1日 - 美園村差間、行衛除外的舊大門村、舊野田村區域併入浦和市（其餘併入川口市）。
- 1973年（昭和48年）4月 - 武藏野線開通，東浦和站開業。
- 1980年（昭和55年）3月26日 - 東北自動車道浦和交流道～岩槻交流道通車。
- 2001年（平成13年）3月28日 - 埼玉高速鐵道開通。浦和美園站開業。
- 2001年（平成13年）5月1日 - 舊浦和市、與野市、大宮市合併成立埼玉市。
- 2001年（平成13年）10月13日 - 埼玉2002體育場落成。
- 2001年（平成14年）11月20日 - 美園Wing City（日语：みそのウイングシティ）動工。
- 2002年（平成14年） - 2002年世界盃足球賽於埼玉2002體育場舉行。
- 2003年（平成15年） - 埼玉市升格政令指定都市，綠區成立。

## 人口
綠區成立後每年人口變化。
| \| 2003年 \| 103,048人 \| \| \| 2004年 \| 103,691人 \| \| \| 2005年 \| 104,517人 \| \| \| 2006年 \| 105,865人 \| \| \| 2007年 \| 107,191人 \| \| \| 2008年 \| 109,297人 \| \| \| 2009年 \| 110,225人 \| \| \| 2010年 \| 111,483人 \| \| \| 2011年 \| 112,710人 \| \| \| 2012年 \| 114,189人 \| \| \| 2013年 \| 115,277人 \| \| \| 2014年 \| 116,818人 \| \| \| 2015年 \| 118,269人 \| \| |           |  |
| |           |  |
| 2003年 | 103,048人 |  |
| 2004年 | 103,691人 |  |
| 2005年 | 104,517人 |  |
| 2006年 | 105,865人 |  |
| 2007年 | 107,191人 |  |
| 2008年 | 109,297人 |  |
| 2009年 | 110,225人 |  |
| 2010年 | 111,483人 |  |
| 2011年 | 112,710人 |  |
| 2012年 | 114,189人 |  |
| 2013年 | 115,277人 |  |
| 2014年 | 116,818人 |  |
| 2015年 | 118,269人 |  |

## 主要設施

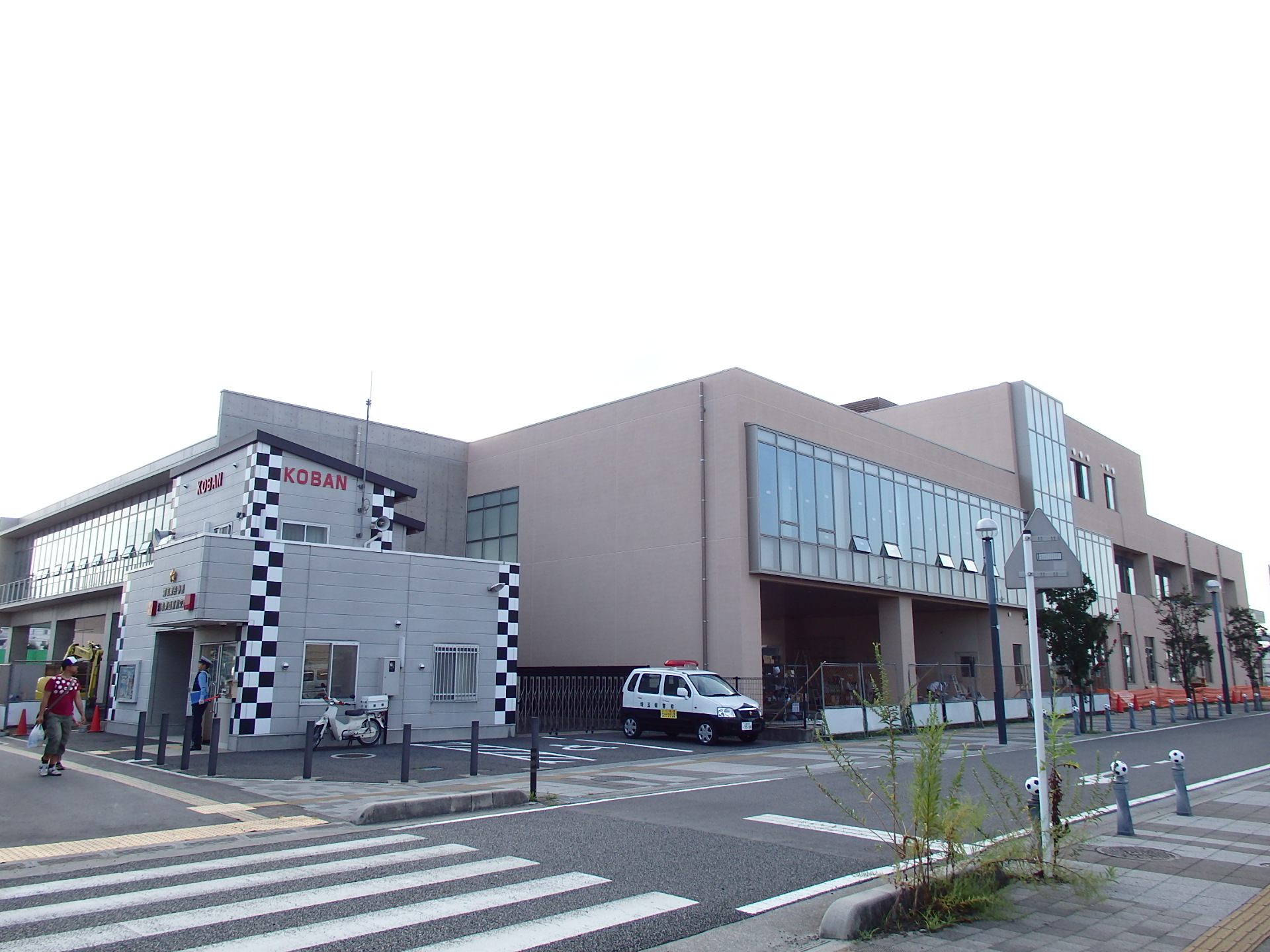
浦和美園站東口複合設施

- 埼玉2002體育場
- 埼玉2002體育場公園（日语：埼玉スタジアム2002公園）
- Plaza East（日语：プラザイースト）
  - 埼玉市立東浦和圖書館（日语：さいたま市立図書館）
- 埼玉市立醫院（日语：さいたま市立病院）
- 浦和美園站東口複合設施（2015年開幕）
- 永旺夢樂城浦和美園（日语：イオンモール浦和美園）
- 清潔中心大崎（日语：クリーンセンター大崎）
- 原山市民游泳池（日语：原山市民プール）
- 埼玉市立浦和生活博物館民家園（日语：さいたま市立浦和くらしの博物館民家園）
- 埼玉市立浦和博物館（日语：さいたま市立浦和博物館）
- 美園郵便局（集配業務由南區的埼玉中央郵便局（日语：さいたま中央郵便局）負責）
- 大崎公園（日语：大崎公園 (さいたま市)）
兒童動物園、園藝植物園等。
- 鷺山紀念公園（日语：さぎ山記念公園）
- 見沼自然公園（日语：見沼自然公園）
- 順天堂大學附屬醫院（市內最大規模。附設研究院與看護學部，預計2020年開院）

### 寺社、史跡
- 冰川女體神社（日语：氷川女体神社）
  - 與大宮區的冰川神社同為武藏國一宮。傳聞建於崇神天皇時代。
- 清泰寺
  - 平安時代慈覺大師圓仁創立的天台宗寺院。寺內有室町時代打造的十一面觀音立像，以及武田信玄之女見性院之墓。
- 總持院
- 吉祥寺（日语：吉祥寺 (さいたま市)）
  - 南部領辻的鷲神社（日语：鷲神社）
- 獅子舞
- 大門宿（日语：大門宿）
  - 大門宿是德川將軍家前往日光參拜時所整備的日光御成街道（岩槻街道）第四個宿場。大門宿由會田家擔任本陣職，1694年（元祿7年）建造的本陣表門為縣指定史跡。
- 見沼通船堀（日语：見沼通船堀）
  - 建於德川吉宗時代，是日本最古老的閘門式運河，為國定遺跡。

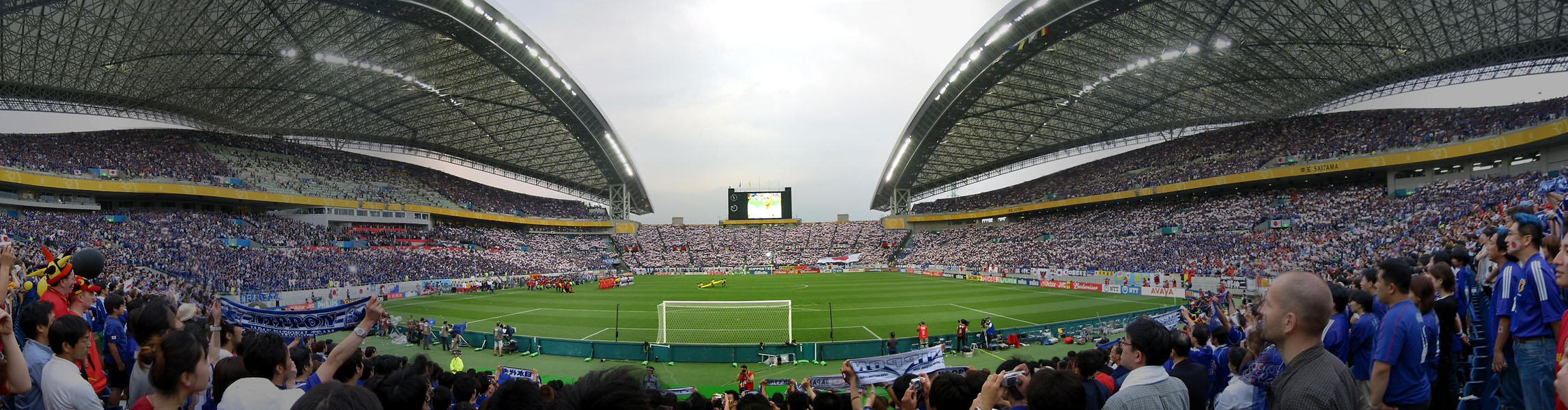
埼玉2002體育場

## 行政
- 埼玉市綠區役所
- 浦和東警察署（日语：浦和東警察署）
- 埼玉市消防局綠消防署
  - 美園出張所

## 交通

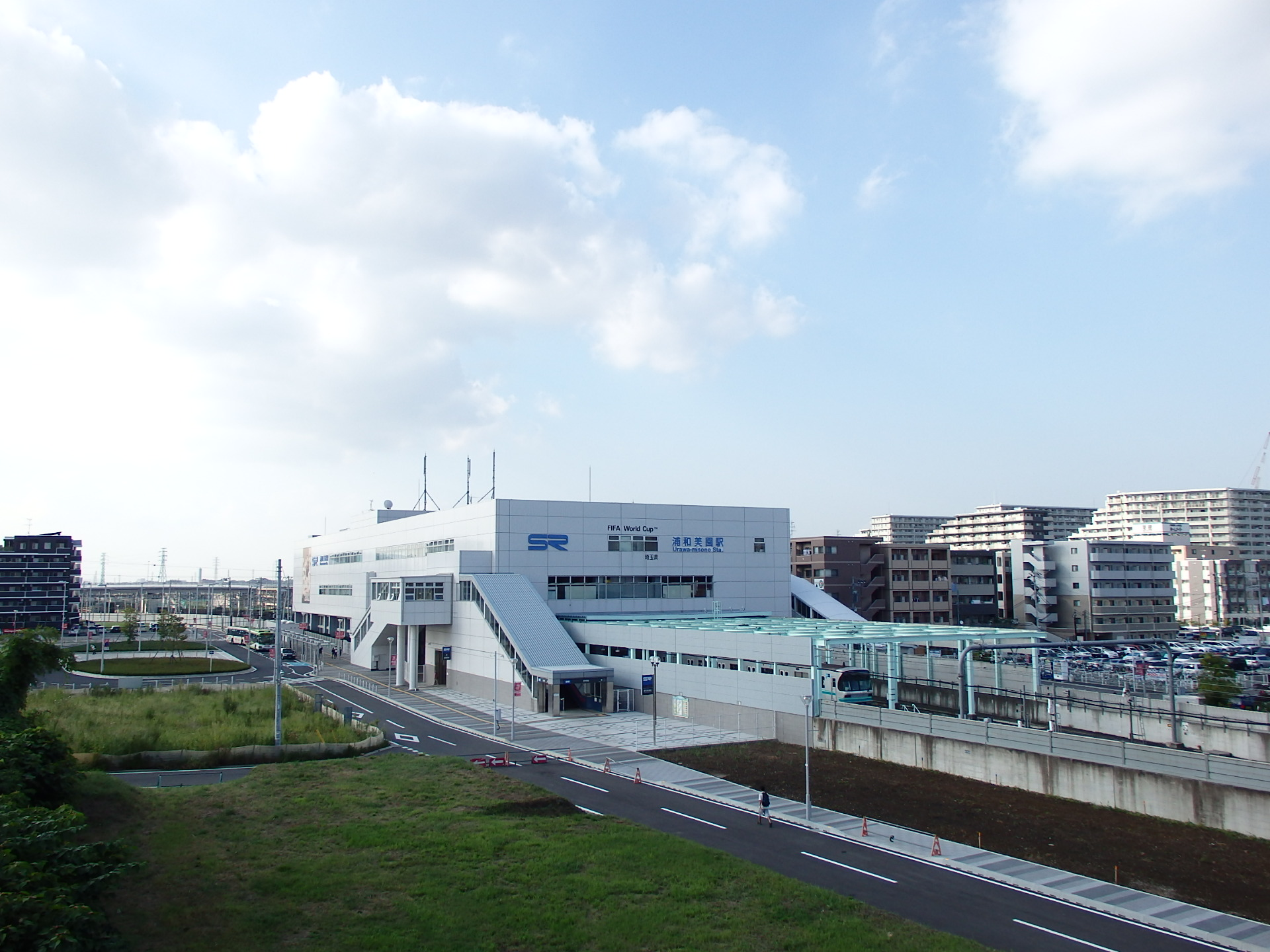
浦和美園站

### 鐵路
東日本旅客鐵道（JR東日本）
- 武藏野線：東浦和站

埼玉高速鐵道
- 埼玉高速鐵道線：浦和美園站

### 道路
高速道路
- 東北自動車道
  - 浦和交流道
- 首都高速道路埼玉新都心線
  - 埼玉見沼出入口

收費道路
- 新見沼大橋收費道路（日语：新見沼大橋有料道路）（國道463號）

一般國道
- 國道122號
- 國道463號
  - 國道463號越谷浦和繞道（日语：越谷浦和バイパス）

縣道
- 主要地方道
  - 埼玉縣道1號埼玉川口線（日语：埼玉県道1号さいたま川口線）（第二產業道路）
  - 埼玉縣道35號川口上尾線（日语：埼玉県道35号川口上尾線）（產業道路）
  - 埼玉縣道65號埼玉幸手線（日语：埼玉県道65号さいたま幸手線）
- 一般縣道
  - 埼玉縣道103號吉場安行東京線（日语：埼玉県道103号吉場安行東京線）
  - 埼玉縣道105號埼玉鳩谷線（日语：埼玉県道105号さいたま鳩ヶ谷線）
  - 埼玉縣道214號新方須賀埼玉線（日语：埼玉県道214号新方須賀さいたま線）
  - 埼玉縣道235號大間木蕨線（日语：埼玉県道235号大間木蕨線）
  - 埼玉縣道381號東大門安行西立野線（日语：埼玉県道381号東大門安行西立野線）

### 巴士
- 國際興業巴士（日语：国際興業バス）
- 東武巴士西（日语：東武バス）
- JAPAN TARO'S（日语：ジャパンタローズ）

## 教育
大學
- 浦和大學（日语：浦和大学）
- 浦和短期大學（日语：浦和大学）
- 慶應義塾大學（藥學部、浦和共立校區）

專門學校
- 埼玉市立高等看護学院（日语：さいたま市立高等看護学院）

高等學校
- 浦和明之星女子高等學校（日语：浦和明の星女子中学校・高等学校）
- 浦和學院高等學校
- 埼玉縣立浦和東高等學校（日语：埼玉県立浦和東高等学校）

中學校
- 浦和明之星女子中學校（日语：浦和明の星女子中学校・高等学校）
- 埼玉市立尾間木中學校（日语：さいたま市立尾間木中学校）
- 埼玉市立原山中學校（日语：さいたま市立原山中学校）
- 埼玉市立東浦和中學校（日语：さいたま市立東浦和中学校）
- 埼玉市立美園中學校（日语：さいたま市立美園中学校）
- 埼玉市立三室中學校（日语：さいたま市立三室中学校）

小學校
- 埼玉市立大牧小學校（日语：さいたま市立大牧小学校）
- 埼玉市立尾間木小學校（日语：さいたま市立尾間木小学校）
- 埼玉市立道祖土小學校（日语：さいたま市立道祖土小学校）
- 埼玉市立芝原小學校（日语：さいたま市立芝原小学校）
- 埼玉市立大門小學校（日语：さいたま市立大門小学校）
- 埼玉市立中尾小學校（日语：さいたま市立中尾小学校）
- 埼玉市立野田小學校（日语：さいたま市立野田小学校）
- 埼玉市立原山小學校（日语：さいたま市立原山小学校）
- 埼玉市立美園小學校（日语：さいたま市立美園小学校）
- 埼玉市立三室小學校（日语：さいたま市立三室小学校）

特別支援學校
- 埼玉縣立浦和特別支援學校（日语：埼玉県立浦和特別支援学校）
- 埼玉市立櫻草特別支援學校（日语：さいたま市立さくら草特別支援学校）

## 圖片
- 埼玉市立浦和博物館（日语：さいたま市立浦和博物館）
- 浦和美園站
- 浦和本線收費站、浦和交流道
- 見沼通船堀（日语：見沼通船堀）
- 浦和學院高等學校
- 浦和明之星女子高等學校（日语：浦和明の星女子中学校・高等学校）

## 町字
| - 舊美園村 - 大崎 - 上野田 - 北原 - 玄蕃新田 - 下野田 - 大門 - 代山 - 高畑 - 寺山 - 中野田 - 南部領辻 - 東大門 - 間宮 | - 舊三室村 - 道祖土 - 芝原 - 新宿 - 大道 - 馬場 - 松木 - 三浦 - 見沼 - 三室 - 宮後 - 宮本 - 山崎 | - 舊尾間木村 - 大牧 - 大間木 - 下山口新田 - 中尾 - 蓮見新田 - 東浦和 - 舊谷田村 - 大谷口（部分） - 太田窪（一、三丁目） - 原山 |

## 備註
1. ↑  .   [2015-09-27]. （原始内容存档于2015-09-23）.
2. ↑  2013年（平成25年）住宅・土地統計調査による。分母からは収入階層不明の世帯を除く。
3. ↑  http://www.city.saitama.jp/006/013/005/001/jikeiretsu.html （页面存档备份，存于） さいたま市の人口・世帯（時系列結果）

## 外部連結
- 埼玉市綠區役所 （页面存档备份，存于）